# Tephrosia glomeruliflora
Tephrosia glomeruliflora är en ärtväxtart som beskrevs av Meissner. Tephrosia glomeruliflora ingår i släktet Tephrosia och familjen ärtväxter.

## Underarter
Arten delas in i följande underarter:
- T. g. glomeruliflora
- T. g. meisneri